# Roberto Bolaño
Roberto Bolaño (28. dubna 1953, Santiago de Chile – 15. července 2003, Barcelona) byl chilský spisovatel, který se proslavil především romány Divocí detektivové a 2666.

## Život
Bolañova rodina se v jeho dětství stěhovala po celém Chile, kvůli jeho otci, řidiči náklaďáku. Roku 1968 se konečně usadili, v Mexico City. Mladý Roberto byl dyslektik a jen průměrný student. Odešel z vysoké školy krátce po přestěhování do Mexico City a věnoval se poezii a levicovému politickému aktivismu. Roku 1973, po nástupu Salvadora Allendeho k moci, se vrátil do Chile, aby se účastnil socialistické revoluce. Po vojenském převratu Augusto Pinocheta byl zajat, ale protože vězeňský dozorce byl shodou okolností jeho spolužák, dostal se z vězení ven a uprchl zpět do Mexika. Taková je alespoň Bolañova verze, zachycená i v jeho románech - existují ovšem i svědci, kteří tvrdí, že se nikdy do Chile znovu nepodíval a celá historie se zajetím je vymyšlená. To je u Bolaña obvyklý rys, téměř všechny prózy nesou autobiografické rysy, ovšem mezi vlastním životopisem a svými knihami autor často obtížně rozlišoval a fabulace se mu přelévaly z jednoho do druhého.
Bolañova literární kariéra začala, když roku 1976 vydal sbírku poezie Reinventar el amor, ještě za pobytu v Mexiku. Hlásil se tehdy k tzv. infrarealismu. V roce 1977 Mexiko opustil a cestoval po světě. Nakonec se usadil ve Španělsku, kde se oženil a pracoval na mnoha špatně placených pozicích. Po narození syna v roce 1990 se odvrátil od poezie k próze, s vírou, že by mohla mít větší komerční úspěch. Přání se mu splnilo zejména po roce 1998, kdy vydal slavný román Los detectives salvajes (Divocí detektivové), který vypráví příběh kruhu radikálních mexických básníků, kteří si říkali "viscerální realisté". Bolano zde zužitkoval vlastní zkušenosti z prostředí radikálních levicových umělců. Příběh přijetí nového mladého básníka do skupiny přitom převyprávěl z perspektivy více než 50 vypravěčů, což kritika ocenila jako formální mistrovství. Román z Bolaña učinil literární hvězdu v celém španělsky mluvícím světě a získal prestižní cenu Romulo Gallegos. Od té doby autor publikoval každý rok jednu knihu, při vědomí blížící se smrti (roku 1992 mu byla diagnostikována chronická nemoc jater). Myšlenkami byl v závěru života v rodném Chile, jak dokazuje román Nocturno de Chile z roku 2000, v němž ústy umírajícího kněze autor své vlasti poměrně hořce vyčinil. Bolaño zemřel při čekání na transplantaci jater v nemocnici v Barceloně ve věku 50 let.
Jeho sláva však ve skutečnosti teprve začínala. Přestože se za svého života stal dobře známý a kritiky uznávaný ve španělsky mluvících zemích, mimo tento okruh téměř nepronikl. To se změnilo, až když byl posmrtně (roku 2004) vydán jeho nakonec nejslavnější román s názvem 2666. Velmi rozsáhlé dílo je rozděleno do pěti volně spojených částí, které Bolaño původně chtěl publikovat samostatně, ale editoři jeho spisů se nakonec rozhodli pro vydání souborné. Český literární časopis A2 zařadil tento román mezi nejlepší světové prózy po roce 2000. Kniha zaznamenala obrovský úspěch po celém světě, načež začaly být překládány i všechny jeho starší texty, zejména Divocí detektivové, i další texty vydané až posmrtně (El Tercer Reich, Los sinsabores del verdadero policía).

### Próza
- La senda de los elefantes (1984)
- Consejos de un discípulo de Morrison a un fanático de Joyce (1984)
- La pista de hielo (1993)
- La literatura nazi en América (1996)
- Estrella distante (1996)
- Llamadas telefónicas (1997)
- Los detectives salvajes (1998)
- Amuleto (1999)
- Nocturno de Chile (2000)
- Putas asesinas (2001)
- Amberes (2002)
- Una novelita lumpen (2002)
- El gaucho insufrible (2003)
- 2666 (2004)
- El secreto del mal (2007)
- El Tercer Reich (2010)
- Los sinsabores del verdadero policía (2011)

### Poezie
- Reinventar el amor (1976)
- Fragmentos de la Universidad Desconocida (1992)
- Los perros románticos (1993)
- El último salvaje (1995)
- Tres (2000)
- La Universidad Desconocida (2007)

### Publicistika
- Entre paréntesis (2004)
- Bolaño por sí mismo (2011)

### České překlady
- Chilské nokturno, Praha, Garamond 2005. Překlad: Daniel Nemrava
- Divocí detektivové, Praha, Argo 2008. Překlad: Anežka Charvátová
- Nacistická literatura v Americe, Praha, Argo 2011. Překlad: Anežka Charvátová
- 2666, Praha, Argo 2012. Překlad: Anežka Charvátová
- Třetí říše, Praha, Argo 2013. Překlad: Anežka Charvátová
- Vzdálená hvězda, Praha, Argo 2017. Překlad: Anežka Charvátová
- Amulet, Praha, Argo 2020. Překlad: Anežka Charvátová